# Uromyces tuberculatus
Uromyces tuberculatus är en svampart som beskrevs av Fuckel 1870. Uromyces tuberculatus ingår i släktet Uromyces och familjen Pucciniaceae.   Inga underarter finns listade i Catalogue of Life.